# Divadlo Kolowrat
Divadlo Kolowrat byla komorní scéna pražského Národního divadla, sídlící v pražském Kolowratském paláci na Ovocném trhu v letech 1991 až 2014 v mecenášském pronájmu. Od roku 2014 sdružuje divadlo několik profesionálních činoherních skupin a souborů.

## Divadlo
Komorní činoherní scéna Národního divadla s názvem Divadlo Kolowrat sídlila v podkroví Kolowratského paláce na Ovocném trhu. Palác je provozně spojen se sousední budovou Stavovského divadla podzemní chodbou.
Od roku 1953 byl palác součástí Národního divadla, které tu pro své potřeby zřídilo správní a technické zázemí.
Poté, co palác prošel v roce 1991 rekonstrukcí a byl vrácen v restituci původnímu majiteli rodině Kolowratů, uzavřel hrabě Jindřich Kolowrat-Krakowský (1897–1996) v roce 1991 smlouvu o pronájmu paláce s pražským Národním divadlem na dvacet let za roční symbolické nájemné jedné koruny české. V této mecenášské podpoře Národního divadla pokračují i jeho potomci prostřednictvím JUDr. Dominiky Kolowratové.

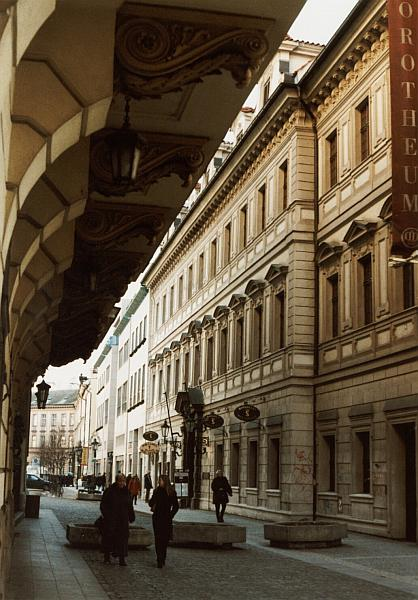
Kolowratský palác, vlevo je balkón sousedního Stavovského divadla, se kterým je Kolowrat provozně propojen

V letech 1991 až 2018 mělo v divadle svoje kulturní podvečery také Masarykovo demokratické hnutí.

## Repertoár
Divadlo Kolowrat zahájilo svoji činnost dne 2. prosince 1991 premiérou hry Felixe Mitterera - Návštěvní doba. Během 23 sezon se scéna stala místem uvádění zvláště komorních a experimentálních činoher. Premiéru zde mělo 56 činoherních inscenací a projektů, včetně 5 scénických čtení. Premiéru zde také mělo deset operních a tři baletní díla. Nejvíce repríz (129) zde měla činoherní inscenace Williama Nicholsona Na ústupu, která měla premiéru v roce 2005. V divadle také hostovalo velké množství českých i zahraničních souborů. Dětská opera Praha zde uvedla v letech 1999–2012 celkem 27 různých projektů. V divadle hostovalo velké množství českých i zahraničních souborů. Většina představení se po ukončení činnosti přestěhovala na Novou scénu.

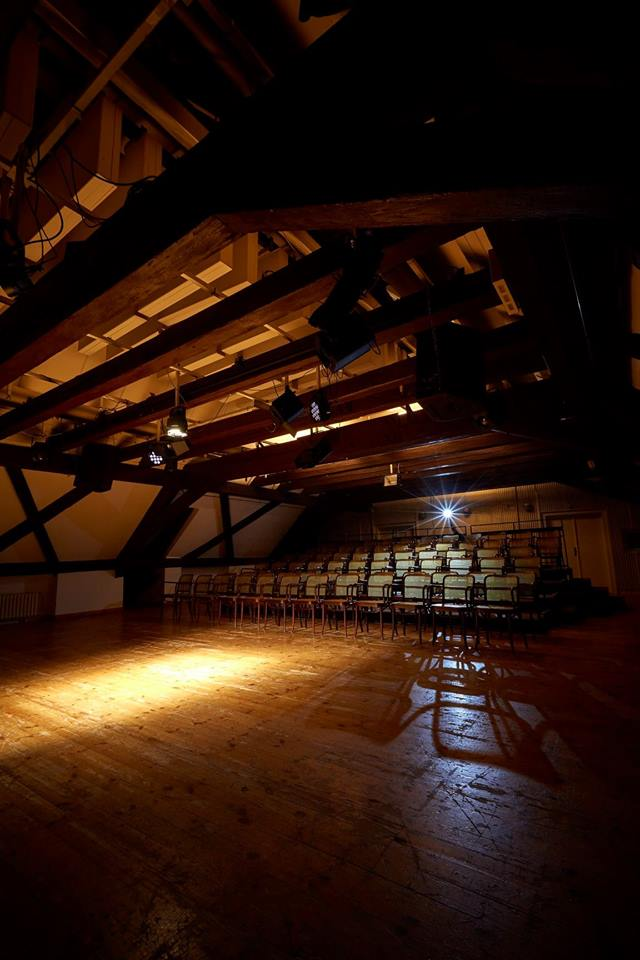
Divadlo Kolowrat - pohled na jeviště a hlediště

Od září 2014 bylo Divadlo Kolowrat během tří divadelních sezon domovskou scénou profesionálního souboru Prague Shakespeare Company, který se specializuje na uvádění her Williama Shakespeara v anglickém jazyce. Od roku 2017 sdružuje Divadlo Kolowrat několik profesionálních činoherních divadelních skupin - ArtWay, Činohra 16:20., aj. Od roku 2019 divadlo cílí svůj repertoár na autorskou komorní tvorbu, především pak na francouzská a španělská současná dramata.

### Reference

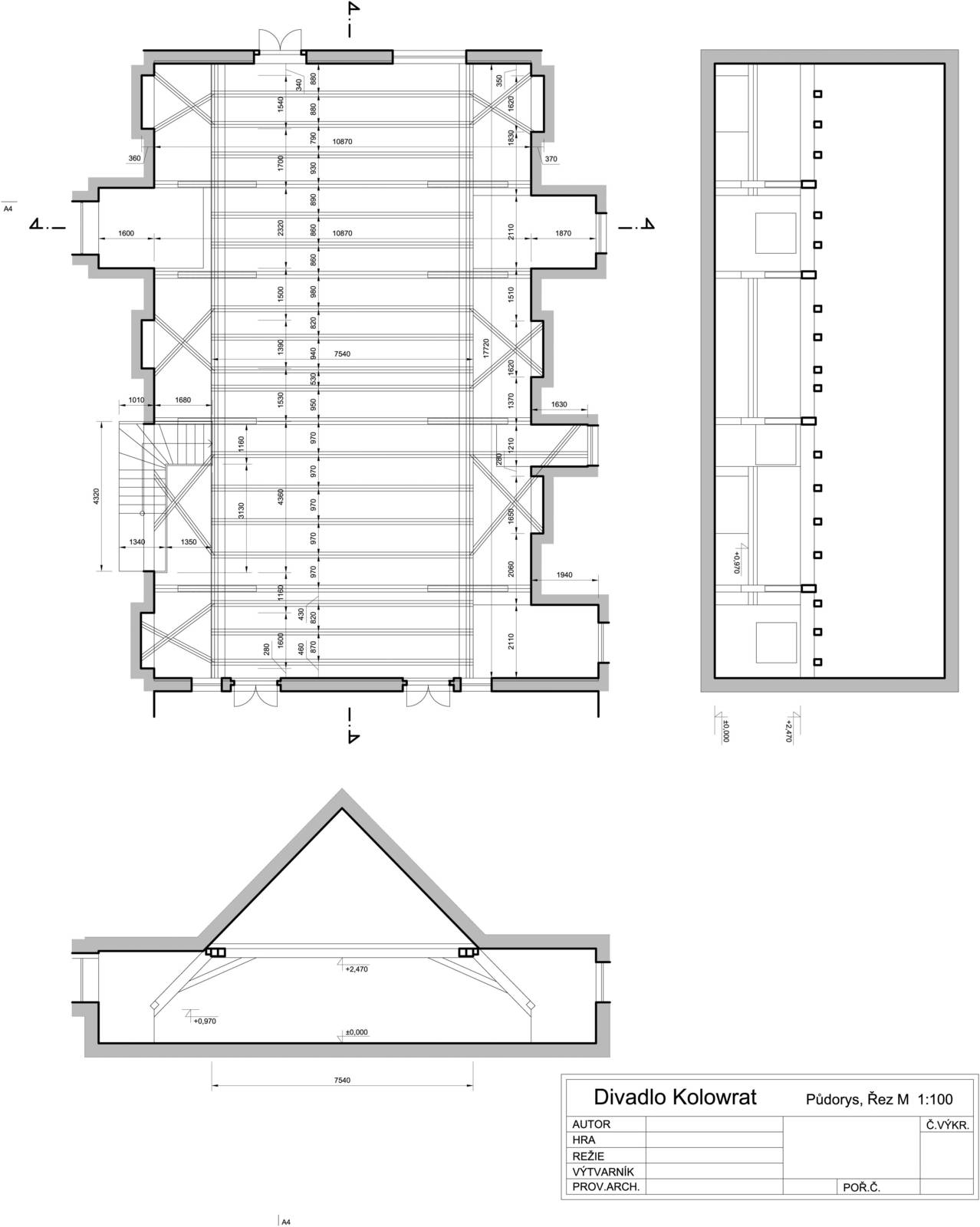
Půdorys Divadla Kolowrat